# Рукопись «Хамсе» (1617/8)
Рукопись «Хамсе» — переписанная в начале XVII века рукопись, содержащая все поэмы из «Хамсе» классика персидской поэзии Низами Гянджеви. Хранится в Институте рукописей Национальной академии наук Азербайджана. Поэмы расположены в традиционном порядке.
Текст переписан в четыре столбца бисерным каллиграфическим насталиком на тонкой лощеной бумаге восточного производства. Заголовки написаны красными чернилами. Переплет — среднеазиатский, зелёного цвета, покрыт лаком, с темно-малиновыми медальонами и орнаментальными бляшками. На малом медальоне читается имя переплетчика — Мулла Мухаммад Тарсуна и дата 1027 год хиджры (1617/1618 год). Шифр: С—201. Количество листов — 285. Размер: 19 × 30.